# Indohya boltoni
Espèce
Indohya boltoni est une espèce de pseudoscorpions de la famille des Hyidae.

## Distribution
Cette espèce est endémique du Pilbara en Australie-Occidentale. Elle se rencontre entre Newman, Tom Price, Port Hedland et Marble Bar.

## Description
Le mâle holotype mesure 1,87 mm et la femelle paratype 1,18 mm, les mâles mesurent de 1,60 à 2,20 mm et les femelles de 1,18 à 2,18 mm.

## Systématique et taxinomie
Cette espèce a été décrite par Harvey et Burger en 2023.

## Étymologie
Cette espèce est nommée en l'honneur de Paul Bolton. 

## Publication originale
- Harvey, Burger, Abrams, Finston, Huey & Perina, 2023 : « The systematics of the pseudoscorpion genus Indohya (Pseudoscorpiones: Hyidae) in Australia. » Zootaxa, no 5342(1), p. 1-119.